# Santo Tomé (Santa Fe)
Pour les articles homonymes, voir Santo Tomé.
Santo Tomé est une ville d'Argentine dans la province de Santa Fe ainsi que dans le Département La Capital de ladite province.
Elle se trouve à 4 km de Santa Fe.

## Crédit d'auteurs
- (es) Cet article est partiellement ou en totalité issu de l’article de Wikipédia en espagnol intitulé « Santo Tomé (Santa Fe) » (voir la liste des auteurs).